# Piesma capitata
Piesma capitata är en insektsart som först beskrevs av Wolff 1804.  Piesma capitata ingår i släktet Piesma och familjen mållskinnbaggar. Inga underarter finns listade i Catalogue of Life.